# MRK Metalac Zagreb
Muški rukometni klub Metalac  (MRK Metalac; Metalac) je muški rukometni klub uz Zagreba. U sezoni 2016./17. Metalac osvaja 1. mjesto u 1. HRL – Sjever i ulazi u Premijer ligu. Nakon samo jedne sezone klub zauzima posljednje mjesto u Premijer ligi i ispada u 1. HRL – Sjever u kojoj se i danas natječe.

## O klubu
Klub je osnovan kao rukometna sekcija Fizkulturnog društva "Metalac" 19. svibnja 1945. godine. Iste godine, u kolovozu, osvajaju prvenstvo Hrvatske u velikom rukometu. 1947. godine rukometna momčad "Metalca" prestaje s djelovanjem, a rukometaši prelaze u rukometnu sekciju "FD Sloboda" (kasnije "FD Zagreb"). Klub se obnavlja 1949. godine, osvajaju Prvenstvo Zagreba i plasiraju se u Hrvatsku ligu. 12. veljače 1950. godine, Metalac je odigrao prvu utakmicu tada malog rukometa u Hrvatskoj, pobijedivši momčad Maksimira 26:19. 1951. godine rukometna sekcija "Metalca" se spaja s klubom "Borac", te tako rukomet pri športskom društvu "Metalac" prestaje s djelovanjem. 
 
Na inicijativu Saveza za fizičku kulturu općine Črnomerec je RSD Metalac 1964. godine obnovio djelovanje rukometnog kluba, i za muškarce i za žene, preuzevši igrače klubova "Karbon" i "Črnomerec". Seniori su postali prvaci Hrvatske 1967./68., a u Prvoj ligi SFRJ su igrali u sezonama 1969./70. i 1970./71. 
Kasnije su nastupali uglavnom u Drugoj saveznoj ligi i Hrvatskoj ligi (koja je bila često regionalno podijeljena). Krajem 1980.-ih i kroz 1990.-e je klub u organizacijskim i financijskim poteškoćama, što dovodi do gašenja kluba 2002. godine, ali se obnavlja 2003. godine. Posljednjih godina klub je nanovo uspješan. Osvaja 1. HRL za 2015./16. i sljedeće dvije godine igra u Premijer ligi, prvom rangu prvenstva Hrvatske. U sezoni 2018./19. klub nastupa u  1. HRL – Sjever.

## Uspjesi
1. HRL
- prvak: 2015./16.

Republičko prvenstvo Hrvatske
- prvak: 1967./68.

Prvenstvo Hrvatske u velikom rukometu
- prvak: 1945.

### Rezervna ekipa
3. HRL – Središte
- prvak: 2024./25.

## Poveznice
- NK Kustošija Zagreb
- mrk-metalac.hr, wayback arhiva službenih stranica
- sportilus.com, Muški rukometni klub Metalac Zagreb
- hrs.hr, rezultati  Arhivirana inačica izvorne stranice od 22. kolovoza 2018. (Wayback Machine)